# Diócesis de Cong
La diócesis de Cong o de Cunga Féichin (en latín: Dioecesis Congensis, en inglés: Diocese of Cong y en irlandés: Deoise Conga) fue una circunscripción eclesiástica de la Iglesia católica en Irlanda. Se trataba de una diócesis latina, sufragánea de la arquidiócesis de Armagh. Fue suprimida en marzo de 1152 y restaurada como diócesis titular en 1969 como diócesis de Cong o Cunga Féichin. Desde el 19 de abril de 2025 es sede vacante.

## Territorio y organización
La diócesis extendía su jurisdicción sobre los fieles católicos de rito latino residentes en parte del condado de Mayo.
La sede de la diócesis se encontraba en la localidad de Cong, en donde la abadía fue destruida en 1539 por aplicación de la ley de disolución de los monasterios.

## Historia

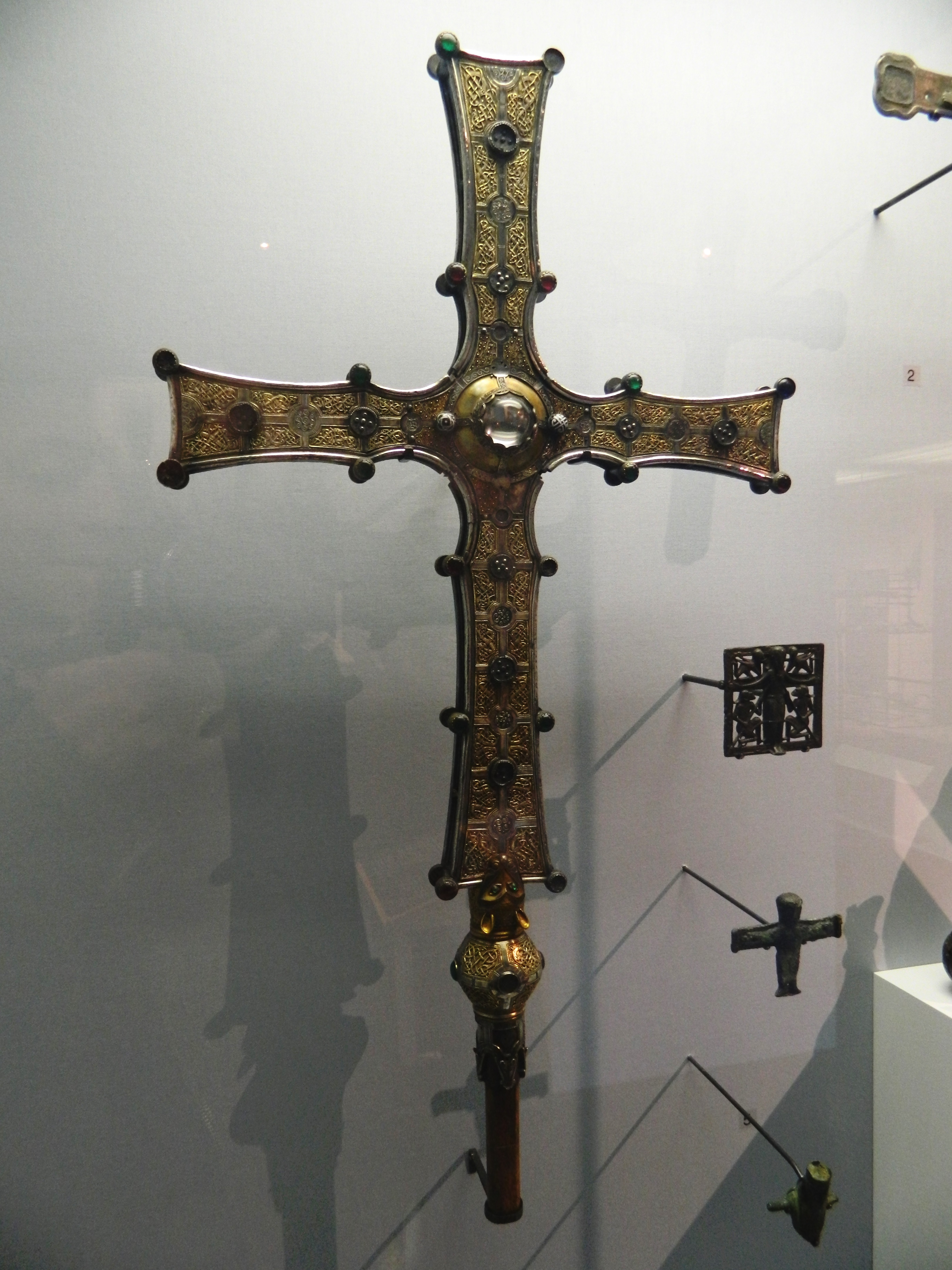
Cruz de Cong del, Museo Nacional, Dublín

La Abadía de Cong fue fundada en el siglo VII por Donald, nieto del rey Amirach. Su primer abad fue san Feichin. Como todas las antiguas sedes irlandesas, Cong era una diócesis monástica, donde el abad del monasterio, no necesariamente obispo ordenado, tenía jurisdicción sobre Cong y el territorio circundante. Sin embargo, se desconoce el nombre de algún obispo de Cong.
Desde las primeras décadas de su fundación la abadía gozó del favor de los reyes de Connacht, quienes la dotaron de ricas propiedades, tierras, aldeas y muchos otros bienes. Tras un período de decadencia debido a las invasiones de los vikingos escandinavos, a partir de los siglos X/XI Cong vivió su momento de mayor esplendor: contó con una rica biblioteca, una escuela monástica y, a menudo, se convirtió en la residencia de los reyes.
Durante la reforma de la Iglesia irlandesa, el Sínodo de Ráth Breasail de 1111 confirmó la diócesis de Cong, definió su territorio y la declaró sufragánea de la arquidiócesis de Armagh. Sin embargo, en el siguiente Sínodo irlandés, el Sínodo de Kells de 1152, Cong ya no figura entre las 38 diócesis irlandesas oficialmente reconocidas. El ataque a la abadía por parte del rey de Munster en 1134 y el saqueo de 1137 probablemente devastaron el territorio, sembrando muerte y destrucción, lo que condujo a la supresión de la diócesis y a la anexión de su territorio a la arquidiócesis de Tuam.
La abadía original sobrevivió hasta su supresión en 1539 por el rey Enrique VIII de Inglaterra. Hoy solo quedan sus majestuosas ruinas. Los párrocos de Cong mantuvieron el título de abades hasta 1829. Los tesoros de la antigua abadía se conservan actualmente en los museos nacionales de Irlanda; entre ellos, destaca la Cruz de Cong, del siglo XII.

### Diócesis titular
Desde 1969 Cong figura entre las sedes episcopales titulares de la Iglesia católica como diócesis de Cong o Cunga Féichin. Desde el 19 de abril de 2025 es sede vacante.

## Episcopologio
- San Feichin † (circa 640-664 falleció)

### Obispos titulares
- Joseph S. Thumma † (2 de enero de 1970-23 de enero de 1971 sucedió al obispo de Vijayawada)
- David Cremin † (25 de octubre de 1973-19 de abril de 2025 falleció)